# Barrio Prolongación 20 de Noviembre
Barrio Prolongación 20 de Noviembre är en ort i Mexiko.   Den ligger i kommunen San Felipe Orizatlán och delstaten Hidalgo, i den sydöstra delen av landet, 200 km norr om huvudstaden Mexico City. Barrio Prolongación 20 de Noviembre ligger 225 meter över havet och antalet invånare är 223.
Terrängen runt Barrio Prolongación 20 de Noviembre är kuperad åt sydväst, men åt nordost är den platt. Runt Barrio Prolongación 20 de Noviembre är det ganska tätbefolkat, med 248 invånare per kvadratkilometer. Närmaste större samhälle är San Felipe Orizatlán, 1,6 km nordost om Barrio Prolongación 20 de Noviembre. Omgivningarna runt Barrio Prolongación 20 de Noviembre är en mosaik av jordbruksmark och naturlig växtlighet.